# Південна книжкова премія
Південна книжкова премія (англ. Southern Book Prize) (раніше SEBA Book Award та SIBA Book Award) — літературна премія, що присуджується Південним альянсом незалежних книгорозповсюджувачів (SIBA). Вперше вона була вручена в 1999 р. Номіновані книги повинні бути південними за своєю суттю або написані південними авторами, бути опубліковані в попередньому році й номіновані книгарнею-членом SIBA або одним з їхніх клієнтів. Категорії голосування включають художню літературу, нон-фікшн, поезію, кулінарію та дитячу літературу. У 2016 році премія була перейменована на Південну книжкову премію і вручається на честь південної письменниці Пет Конрой, яка померла у березні 2016 року.
Перші нагороди були вручені у 1999 р. З 1999 по 2007 рр. переможців обирали шляхом народного голосування за допомогою механізму онлайн-голосування. Починаючи з 2008 р. переможців обирало зі списку фіналістів журі книготорговців SIBA. З 2019 р. кандидатів номінують південні інді-книготорговці до того, як за фіналістів у трьох категоріях проголосують покупці книжкових магазинів. За даними SIBA, для визначення переможців премії 2023 року було подано 1800 голосів.